# Ametroides signatus
Ametroides signatus är en insektsart som beskrevs av Kjell Ernst Viktor Ander 1938. Ametroides signatus ingår i släktet Ametroides och familjen Gryllacrididae. Inga underarter finns listade i Catalogue of Life.